# TrustedBSD
TrustedBSD ist ein Projekt zur Erweiterung der Sicherheit des Betriebssystems FreeBSD. Es wurde von Robert Watson gegründet, um die Common Criteria for Information Technology Security Evaluation und Trusted Computer System Evaluation Criteria umzusetzen. Insbesondere geht es darum, feingranulare Sicherheitsfunktionen wie Access Control Lists und Audits bereitzustellen.
Das TrustedBSD-Framework hat seinen Weg in einige Betriebssysteme gefunden, darunter Mac OS X, Apple iOS und JunOS.
Das Projekt wird von zahlreichen bekannten Organisationen gesponsert, darunter Behörden wie DARPA und NSA und Firmen wie Google und Apple.